# 石川柳城
石川 柳城（いしかわ りゅうじょう、弘化4年10月26日（1847年12月3日） - 昭和2年（1927年）11月17日）は、明治-大正時代の南画家。尾張国海部郡佐屋村（現：愛知県愛西市佐屋町）出身。 名は戈足。字は子淵、通称金三郎のち孝蔵。雅号は柳城。本姓は伊東。吉田稼雪の門。京都に出て日根野対山・中西耕石らと交わり、また台湾や中国に歴遊して研鑽をつみ、南画の泰斗としてその名を知られた。

## 生涯

### 出生
弘化4年10月26日（1847年12月3日）、尾張国海部郡佐屋村（現：愛知県愛西市佐屋町）の旧尾張藩史、伊藤耕斎の第三子（伊藤金三郎）として生まれる。文久元年（1861年）、14歳で吉川家の養子となり「考蔵」と改名。明治8年（1875年）吉川家を去り石川古道の家を継ぎ、今の石川姓を名乗ることとなる。